# Nốt sần

Một giản đồ về mối quan hệ giữa thực vật và vi khuẩn cộng sinh (vi khuẩn lam) trong nốt sần

Nốt sần được tìm thấy ở rễ một số loài thực vật, chủ yếu là họ Đậu, chứa những vi khuẩn cố định đạm sống cộng sinh. Dưới điều kiện thiếu nitrogen, một số thực vật tiến hóa để hình thành một mối quan hệ cộng sinh với các chủng vi khuẩn rhizobia. Sự tiến hóa này đã được lặp lại vài lần trong họ Đậu, cũng như trong một số loài của nhánh Rosid (Hoa hồng). Một số cây trồng họ Đậu có nốt sần là đậu phộng (lạc), đậu Hà Lan và đậu nành.
Ở trong nốt sần của cây họ Đậu, khí nitrogen phân tử (N2) từ khí quyển sẽ được chuyển hóa thành ammonia (NH3), sau đó được đồng hóa vào amino acid (thành phần của protein), nucleotide (thành phần của DNA, RNA và ATP), cũng như một số thành phần tế bào khác như vitamin, flavone và hormone. Khả năng cố định nitrogen khí quyển biến các cây họ Đậu thành một sinh vật nông nghiệp lí tưởng vì chúng ít cần được bón phân đạm. Cũng vì vậy nên nếu cây được cung cấp đầy đủ nitrogen, chúng sẽ không hình thành nốt sần nữa. Sự cố định nitrogen là một quá trình kị khí nghiêm ngặt, nên các cây họ Đậu đã phát triển một protein chứa sắt mang tên leghaemoglobin, rất giống với myoglobin ở động vật, nhằm khuếch tán khí oxygen cho hô hấp mà không cản trở sự cố định nitrogen.
Năng lượng cho việc phá liên kết của N2 đến từ đường - sản phẩm quang hợp được vận chuyển từ lá xuống. Malate - một sản phẩn dị hóa từ sucrose - là nguồn carbon trực tiếp cho các vi khuẩn này.
Trong bài viết này, quá trình chuyển hóa từ N2 thành NH3 sẽ được gọi là "cố định nitrogen" cho đúng với bản chất hóa học (và nhất quán với cố định carbon); còn những vi khuẩn thực hiện quá trình này sẽ được gọi là vi khuẩn " cố định đạm" vì đó là tên gọi phổ biến hơn. Dù vậy, hai thuật ngữ này đều có nghĩa và cách sử dụng như nhau.

## Quan hệ cộng sinh

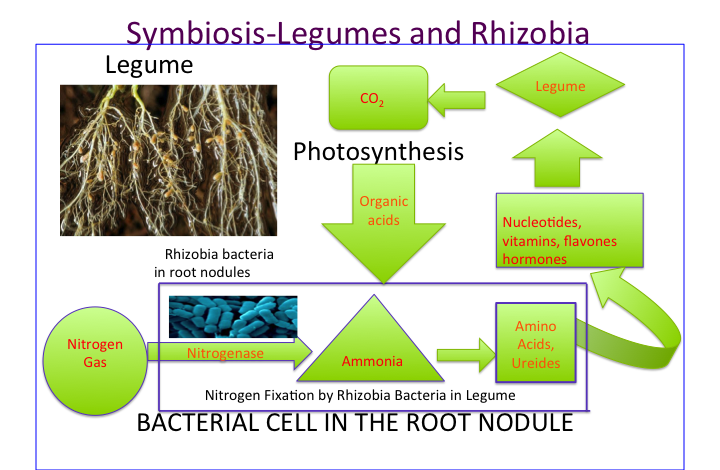
Nitrogen thường là chất dinh dưỡng khó lấy nhất với thực vật. Những cây họ đậu dùng vi khuẩn cố định đạm, cụ thể là rhizobia cộng sinh, trong nốt sần của chúng để tiếp cận nitrogen dễ dàng hơn. Những vi khuẩn rhizobia chuyển hóa nitrogen trơ (N_{2}) thành ammonia (NH3) qua một quá trình gọi là "cố định nitrogen". Ammonia sau đó được dùng để tạo nucleotides, amino acids, vitamins và flavones - những chất thiết yếu cho sự sinh trưởng và phát triển của cây. Mặt khác, tế bào rễ cây chuyển hóa đường thành malate để cung cấp dinh dưỡng cho rhizobia, từ đó mối quan hệ cộng sinh giữa rhizobia và cây họ đậu được hình thành.

### Thực vật họ Đậu
Thực vật họ Đậu - Fabaceae - thực hiện cố định nitrogen, bao gồm sắn dây, cỏ ba lá, đậu nành, đậu phông, cỏ linh lăng và rooibos. Chúng mang một vi khuẩn cộng sinh mang tên rhizobia trong nốt sần để tạo ra những hợp chất chứa nitrogen cần thiết cho quá trình sinh trưởng và phát triển, cũng như chiếm ưu thế so với những thực vật khác. Khi cây này chết, nitrogen đã được cố định sẽ được phóng thích để những cây khác có thể dùng, làm đất trồng thêm màu mỡ. Phần lớn cây họ Đậu có đặc điểm này, trừ một số chi (như chi Hòe). Trong nhiều phương thức luân canh truyền thống, cánh đồng sẽ được luân phiên trồng nhiều loại cây khác nhau, trong số đó sẽ có những cây họ đậu để cung cấp nitrogen dùng được cho những cây trồng mùa sau.

### Thực vật không phải họ Đậu
Phần lớn thực vật có nốt sần cố định đạm là thuộc họ Đậu, những cũng có vài ngoại lệ:
- Những thực vật actinorhizal (rễ xạ khuẩn), bao gồm cây Trăn và cây Thanh mai, có thể tạo thành những nốt sần cố định đạm ít phức tạp hơn nhờ sự cộng sinh với vi khuẩn Frankia (một chi Xạ khuẩn). Những thực vật này thuộc 200 loài, 25 chi rải rác khắp 8 họ.[6][7] Theo một thống kê vào năm 1998, lượng nitrogen chúng cố định cũng ngang bằng với lượng nitrogen cây họ Đậu (và vi khuẩn rhizobial) cố định. Một điểm khác biệt chính về cấu trúc là những vi khuẩn cộng sinh này sẽ không bao giờ rò rỉ ra khỏi chuỗi lây nhiễm.
- , một chi thực vật nhiệt đới thuộc họ Gai dầu cũng có khả năng cộng sinh với rhizobia để tạo nốt sần cố định đạm. Vì họ hàng của chúng cũng có khả năng này, nhưng là với khuẩn actinorhizal, người ta cho rằng chúng đã đổi "đối tác cộng sinh" trên con đường tiến hóa.

Khả năng cố định nitrogen hoàn toàn không phổ biến trong các họ này. Ví dụ, trong số 122 chi thuộc họ Hoa hồng, chỉ có 4 chi là cố định được nitrogen. Những họ này thuộc bộ Bầu bí, bộ Cử hoặc bộ Hoa hồng. Ba bộ này, cộng với bộ Đậu tạo thành giới cố định đạm (NFC) thuộc nhánh hoa Hồng. Trong giới này, bộ Đậu tách ra đầu tiên, nên có giả thuyết cho rằng khả năng cố định đạm đã có ở loài tổ tiên, rồi sau đó mới thoái hóa ở một số nhánh. Mặt khác, có giả thuyết cho rằng những gen và điều kiện sinh lí cần thiết để cố định đạm đều đã khởi phát ở loài tổ tiên, những chỉ thật sự được hoàn chỉnh  và hoạt động trong một số nhánh tiến hóa. 
Họ: Chi
- Betulaceae (họ Cáng lò): Alnus (chi Tống quán sú)
- Cannabaceae (họ Gai dầu): Trema
- Casuarinaceae (họ Phi lao):
  - Allocasuarina
  - Casuarina
  - Ceuthostoma
  - Gymnostoma
- Coriariaceae (họ Mã tang): Coriaria
- Datiscaceae: Datisca
- Elaeagnaceae (họ Nhót):
  - Elaeagnus (chi Nhót)
  - Hippophae (hắc mai biển)
  - Shepherdia (buffaloberries)
- Myricaceae (họ Thanh mai):
  - Comptonia (sweetfern)
  - Morella
  - Myrica (thanh mai)

 
|
- Rhamnaceae (họ Táo):
  - Ceanothus (cây Kheo)
  - Colletia
  - Discaria
  - Kentrothamnus
  - Retanilla
  - Talguenea
  - Trevoa
- Rosaceae
  - Cercocarpus (cây dái ngựa núi)
  - Chamaebatia
  - Dryas
  - Purshia/Cowania